# 宋河珍
宋河珍（韓語：송하진，1952年4月29日—），大韓民國自由派政治人物，第34-35任全羅北道知事，曾兩度當選全州市市長。

## 生平
宋河珍自全州高等學校畢業，於高麗大學修讀法學學士。2006年以開放國民黨黨員身份參選全州市長當選步入政壇，並連任兩屆。
2014年6月4日，宋河珍在大韓民國第六屆廣域地方自治團體長選舉以599,654票擊敗朴鐵坤與李光石（韓語：이광석）當選全羅北道知事。
2018年6月14日，宋河珍再度於地方選舉中獲勝，連任全羅北道知事一職。
然則，宋河珍任內未能實現提出實現遊客1億人次、收入2倍、人口300萬人的「123公約」，加上2018年連任後亦未能吸引大型企業和大規模民間資本於全羅北道投資，因此全羅北道的財政自立度一直處於最低水平。2022年4月，共同民主黨將宋河珍排除於公推之列，令他無法挑戰三選。宋河珍同月宣布，卸任全羅北道知事後退出政界。